# Petrică Mâțu Stoian
Petrică Mâțu Stoian (n. 18 septembrie 1960, Isverna, România – d. 6 noiembrie 2021, Reșița, Caraș-Severin, România) a fost un interpret român de muzică populară, și om de afaceri. Aceasta se ocupa pe lângă muzica cu apicultura și livada proprie. Era originar din zona Plaiului Cloșanilor din județul Mehedinți. În perioada 1995-2005 a fost angajat al Ansamblului artistic profesionist „Doina Gorjului” din Târgu-Jiu. Apoi, până în 2021, a fost angajat al Ansamblului Profesionist „Maria Tănase” din Craiova.

## Deces
S-a stins din viață în seara zilei de 6 noiembrie 2021, la Spitalul Județean de Urgență Reșița, în urma unor complicații suferite după infecția cu COVID-19.. Conform unei declarații acordate la momentul respectiv către România TV de către directorul medical al Spitalului Județean de Urgență din Reșița, dr. Cosmin Librimir, artistul a decedat din cauza unei bronhopneumonii, care a fost urmată de un șoc septic.
Mai apoi, rezultatele autopsiei publicate și în presă (Capital, Digi24, ProTV), au arătat că decesul artistului Petrică Mîțu Stoian a survenit în urma unui stop cardiorespirator provocat de mai multe afecțiuni, printre care se numără: regurgitare mitrală severă reumatismală, stenoză mitrală reumatismală, obezitate de grad I și insuficiență cardiacă.
De asemenea, în rezultatele autopsiei sunt menționate și complicații post-infecție SARS-CoV-2, precum bronhopneumonie în formă severă, un șoc septic cu punct de plecare pulmonar, acidoză respiratorie decompensată, dar și supradozaj cu anticoagulant. Totodată, în urma necropsiei, a fost descoperită și o barotraumă pulmonară în lobii superiori ai plămânului deja afectat de bronhopneumonie post-Covid.

## Discografie
Din discografia lui Petrică Mîțu Stoian fac parte următoarele albume:
| Titlul albumului                              | Anul lansării | Casa de producție             | Cod    |
| --------------------------------------------- | ------------- | ----------------------------- | ------ |
| De la Lună pân'la Soare                       | 2000          | Oltenia Star Music Production | 0637   |
| Cum e astăzi n-o fost ieri                    | 2003          | Oltenia Star Music Production | 0847   |
| Nană, rău mă necăjiși‎, cu Niculina Stoican    | 2004          | Oltenia Star Music Production | -      |
| Mi-o lăsat Moșu' căruța                       | 2005          | Oltenia Star Music Production | 0996   |
| De păstram ce-am câștigat                     | 2005          | Oltenia Star Music Production | 0984   |
| Din Izverna-n Vișina‎, cu Constantin Enceanu   | 2007          | Oltenia Star Music Production | 1167   |
| Vezi măi nană, văd și eu‎, cu Niculina Stoican | 2008          | Ijac Music Production         | IMP 02 |
| M-aș duce unde mi-e dor...‎                    | 2008          | West Music                    | PC 44  |